# Scottish Open 1962
Die Scottish Open 1962 waren die 43. Austragung dieser internationalen Meisterschaften von Schottland im Badminton. Sie fanden vom 19. bis zum 20. Januar 1962 in The Dam Park Hall in Ayr statt.

## Titelträger
| Disziplin    | Sieger                        |
| ------------ | ----------------------------- |
| Herreneinzel | Charoen Wattanasin            |
| Dameneinzel  | Ursula Smith                  |
| Herrendoppel | Charoen Wattanasin Jimmy Lim  |
| Damendoppel  | Ursula Smith Margaret Barrand |
| Mixed        | Robert McCoig Wilma Tyre      |

## Finalresultate
| Disziplin    | Sieger                        | Finalist                          | Ergebnis            |
| ------------ | ----------------------------- | --------------------------------- | ------------------- |
| Herreneinzel | Charoen Wattanasin            | Trevor Coates                     | 15–3, 15–4          |
| Dameneinzel  | Ursula Smith                  | Muriel Ferguson                   | 11–3, 11–1          |
| Herrendoppel | Charoen Wattanasin Jimmy Lim  | Robert McCoig Frank Shannon       | 10–15, 15–11, 15–10 |
| Damendoppel  | Ursula Smith Margaret Barrand | Jennifer Pritchard Iris Rogers    | 18–14, 10–15, 15–1  |
| Mixed        | Robert McCoig Wilma Tyre      | Mac Henderson Catherine Dunglison | 15–4, 11–15, 17–16  |

## Referenzen
- Annual Handbook of the International Badminton Federation, London, 28. Auflage 1970, S. 268–274.
- http://eresources.nlb.gov.sg/newspapers/Digitised/Article/straitstimes19620122-1.2.75.4.3
- Scottish Titles. In: Liverpool Daily Post (Merseyside ed.). 22. Januar 1962, S. 8, abgerufen am 15. Mai 2025 (englisch).